# Instituto Federal da Bahia
Instituto Federal da Bahia er et universitet beliggende i delstaten Bahia, Brasilien.
Det blev etableret i 1910 og har cirka 8.874 studerende.